# صياغة متمرد
صياغة متمرد (بالإسبانية: La forja de un rebelde) هي سيرة ذاتية روائية، مكونة من ثلاثة كتب، للكاتب الإسباني أرتورو باريا. نشرت لأول مرة خلال المنفى البريطاني للمؤلف بعد الحرب الأهلية الإسبانية.

## الكتب

### الصياغة

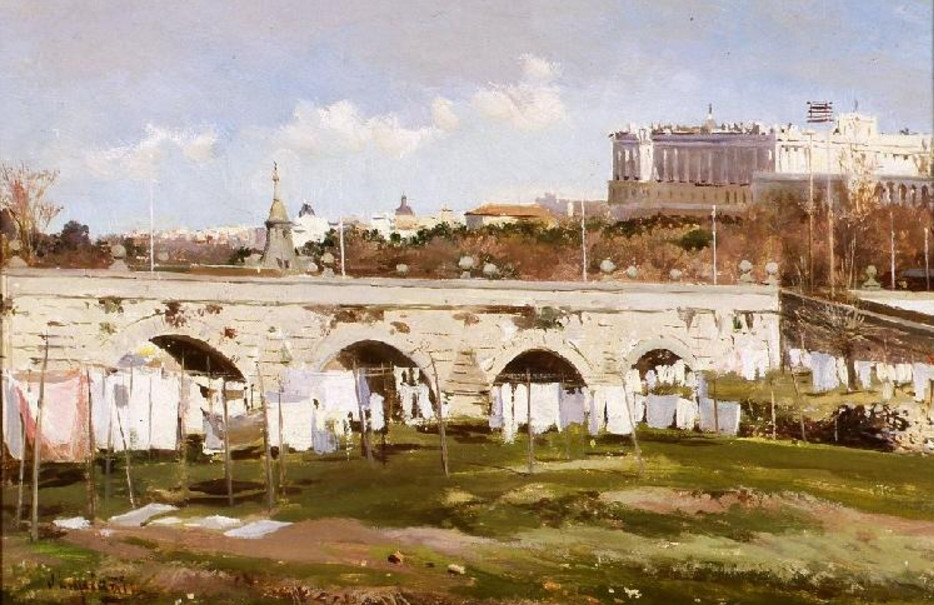
نسوة غسالات ملابس بجانب جسر سيغوبيا، مدريد 1900.

يصف الصياغة طفولة الكاتب وشبابه في مدريد قبل عام 1914 وتعليمه المبكر في Escuelas Pías في حي Lavapiés. خلال هذه السنوات كانت والدته تعمل غسالة ملابس عسكرية، بجانب نهر مانزاناريس . تصف الرواية طموحات باريا المبكرة لأن يصبح مهندسا، وإحباطه من نظام اجتماعي غير متكافئ أجبره على إنهاء تعليمه والعمل في وظائف مختلفة مثل مرسال ومساعدا في متجر وموظفا في بنك. انخرط في نقابة الاتحاد العام للشغالين ووثق روابط مع زملائه الاشتراكيين. ينصب جزء كبير من الكتاب على صراع الطبقات في ظل الملكية الإسبانية والبنية الجامدة لنظام تعليمي تهيمن عليه الرهبانيات الدينية. يسجل النثر بتفاصيل مفعمة بالذكريات طبيعة الحياة الحضرية في مدريد، وكذلك في المناطق الريفية حيث عاشت عائلة المؤلف الكبرى. ينتهي الكتاب بأخبار اندلاع الحرب العالمية الأولى .

### الطريق
يحكي 'الطريق' عن الخدمة العسكرية لباريا ومشاركته في حرب الريف أثناء الحماية الإسبانية للمغرب. يركز الكتاب على الأحداث السابقة لكارثة أنوال واللاحقة عليها؛ مفصِّلا عدم كفاءة القيادة العسكرية الإسبانية وفسادها، وافتقار القوات المجندة الإسبانية للتدريب والإعداد، وهي التي يتعين عليها تحمل الظروف القاسية للحرب الاستعمارية. أدى باريا نفسه الخدمة في فوج من المهندسين العسكريين، وأعاد تسجيله باعتباره منتظما ورُقِّيَ إلى رتبة رقيب. يصف الكتاب شخصيات تاريخية فاعلة مثل فرانسيسكو فرانكو أو ميلان أستراي. «الطريق» المشار إليه في العنوان كان طريقا عسكريا عمل عليه باريا ووحدته في المناطق النائية المغربية. بالعودة إلى إسبانيا، يسلط الضوء على الانقلاب الذي أجراه بريمو دي ريفيرا والجيش، وكذا رد الفعل الشعبي على الانقلاب.

### الشعلة
يركز الشعلة، وهو الكتاب الأخير من الثلاثية، على معركة مدريد وحصارها والنضال الداخلي للحكومة الجمهورية لكسب الحرب واحتواء الجهود الثورية التي قام بها الأناركيون والشيوعيون. مع تقدم الحرب، تنخفض معنويات المواطنين ببطء إذ تغدو الهزيمة حتمية. وفي الوقت نفسه يعمل المؤلف رقيبا ومذيعا يسعى للحفاظ على ارتفاع المعنويات وتجنب الأخبار التي قد تؤثر على المعنويات الجمهورية. إنه يقاوم تدخل البيروقراطية والتحامل الذي يواجهه هو وعشيقته إلسا بولاك لعدم زواجهما. خلال الحصار، التقى المؤلف أيضا مع مؤيدين دوليين مثل إرنست همنغواي. أخيرًا، يذهب المؤلف إلى المنفى مع بولاك، أولاً إلى فرنسا ثم إلى المملكة المتحدة حيث يقضي بقية حياته.